# Skivticka
Skivticka (Daedaleopsis septentrionalis) är en svampart som först beskrevs av Petter Adolf Karsten, och fick sitt nu gällande namn av Tuomo Niemelä 1982. Skivticka ingår i släktet Daedaleopsis och familjen Polyporaceae.  Arten är reproducerande i Sverige. Inga underarter finns listade i Catalogue of Life.